# 归藏
歸藏是《周官》記載太卜所掌的三種筮法（三易）之一，三易唯《周易》傳行於世。《隋書·經籍志》載《歸藏》十三卷，晉太尉參軍薛貞注，其書至南宋散佚，僅存〈初經〉、〈齊母經〉、〈本蓍〉三篇，這三篇後亦亡佚。清人馬國翰從古籍記載中，蒐羅佚文，輯出《歸藏》一卷。
《周易》為周之《易》，以乾卦為首，以變者爲占，占九、六之爻。據說，夏之《易》曰《連山》，以艮卦爲首，商之《易》曰《歸藏》，以坤卦為首。《連山》、《歸藏》皆以不變爲占，占七、八之爻。不過二易並亡，不知此說確實與否。
1993年3月于湖北省江陵市荆州镇（現荆州市郢城镇）王家台15號秦墓，出土了800餘枚的易類秦簡，與馬國翰《歸藏》輯本內容相符，整理者名為《歸藏》。

## 概述
據《周官》記載，太卜掌三易之法，連山、歸藏、周易，皆由八經卦兩兩重叠成六十四别卦。不過，此三易之法，唯《周易》傳行於世，其餘二易亡失不傳。
據鄭玄所釋：「歸藏者，萬物莫不歸而藏於中。」，又謂歸藏為殷之《易》。桓譚《新論》曰：「《連山》八萬言，《歸藏》四千三百言。夏《易》煩而殷《易》簡」。王應麟《玉海》謂：皇甫謐記云：「《歸藏易》以純坤為首，坤為地，萬物莫不歸而藏於其中。殷以十二月為正，地統，故以坤為首。」
又《禮記．禮運》：「孔子曰：吾欲觀殷道，是故之宋，而不足徵也，我得坤乾焉。」鄭玄注孔子所觀為「殷陰陽之書，存者有《歸藏》。」，故普遍認為《歸藏》以坤卦為首。
關於《歸藏》的由來，有兩種不同的說法：
- 杜子春以《歸藏》為黃帝之易[4]，賈公彥曰：黃帝造其名，殷因其名以作易[5]。又孔穎達據《世譜》等羣書，認為《歸藏》起於黃帝，以黃帝號歸藏氏。
- 《論衡》以古者烈山氏之王得《河圖》，殷人因之曰歸藏。

## 歷代考究
在《汉书·艺文志》沒有紀錄，後人以此推測《归藏》在漢朝時可能部份已遺失。
在魏晉時期，荀勗所編“晉《中經簿》”（中經“新簿”）則有〈归藏〉，主要記載卜筮相關的文辭”。唐魏徵等撰《隋书·经籍志》收錄有〈歸藏十三卷〉（晉太尉參軍薛貞注）。目錄摘要也提到：
“昔宓羲氏始畫八卦，以通神明之德，以類萬物之情，蓋因而重之，為六十四卦。及乎三代，實為三易：夏曰連山；殷曰歸藏；周文王作卦辭，謂之周易。周公又作爻辭，孔子為彖、象、繫辭、文言、序卦、說卦、雜卦，而子夏為之傳。及秦焚書，周易獨以卜筮得存，唯失說卦三篇。後河內女子得之。……
……歸藏，漢初已亡，案晉《中經》有之，唯載卜筮，不似聖人之旨。以本卦尚存，故取貫於周易之首，以備殷易之缺。”
孔穎達《左傳襄公九年正義》謂世傳之歸藏，非殷人易法，稱「《歸藏》偽妄之書，非殷易也」。
明朝杨慎以為汉代时《归藏》未失，“《连山》藏于兰台，《归藏》藏于太卜，见桓谭《新论》，则后汉时《连山》《归藏》犹存，未可以《艺文志》不列其目而疑之。”
清人朱彝尊云：“《归藏》隋时尚存，至宋犹有《初经》、《齐母》、《本蓍》三篇，其见于传注所引者。”
有專家以為晋代汲冢中出土的《易繇阴阳卦》，經過荀勗等人整理，就是今日所稱之《归藏》。但《易繇阴阳卦》一書在宋朝已佚，清代严可均《全上古三代秦汉三国六朝文·上古三代文》有张衡《灵宪》辑文，并注云：“当是《归藏》之文”，马国翰之《玉函山房辑佚书》亦有部份輯文。
1993年3月，湖北江陵王家台15號秦墓中出土了《歸藏》，稱為「王家台秦簡歸藏」，重啟研究《歸藏》的熱潮。有人认为“秦简《易占》不仅是《归藏》，更准确一点，应当是《归藏》易中的《郑母经》”。
也有人認為晋代前《归藏》易之文从未面世，晋以降历代《归藏》的版本均出自汲冢书《易繇阴阳卦》，而《易繇阴阳卦》的祖本则是孔子所见之《坤乾》，晋代荀勖将之命名为《归藏》，王家台秦简《易占》是以卦占为主体的《归藏》摘抄本。朱渊清谓王家台《归藏》内容多出《穆天子传》，其成书約在战国时代。

## 部份內容及衍生
馬國翰輯《玉函山房輯佚書》，收錄〈歸藏〉一卷。其中引用明末清初的學者徐善，描述《歸藏》為：
“《歸藏》卦序：坤、震、坎、艮、兌、離、巽、乾，蓋震下一陽生於純坤，之後進坎而中，進艮而上，乃交於中五而得兌之二陽，然一陰猶在上也。至離而中陽進上，至巽而初陽進中，於是純乾體成，此陽氣漸長之序也。反而推之，巽下一陰生於純乾，之後進離而中，進兌而上，乃交於中五而得艮之二陰，然一陽猶在上也。至坎而中陰進上，至震而初陰進中，於是純坤體成，此陰氣漸長而陽氣歸藏之序也。‘歸藏’之名義殆本諸此，其數則自下而上者，始八終二，由於陽氣之生自無而有，其理為‘知來之逆’也。自下而上者，始二終八，由於陽氣之歸，自有而無，其理為‘數往者順’也。聖人命《歸藏》之名，蓋告人以反本復始之道焉。”

——徐善《四易》

## 外部連結
- 《连山》《归藏》名称由来考
- 《歸藏》平議 （页面存档备份，存于）
- 欽定四庫全書收錄馬國翰輯《玉函山房輯佚書》〈歸藏一卷〉 （页面存档备份，存于）